# بات إيرلز
بات إيرلز (بالإنجليزية: Pat Earles)‏ هو لاعب كرة قدم بريطاني في مركز الهجوم، ولد في 22 مارس 1955 في Titchfield ‏ في المملكة المتحدة. لعب مع نادي ريدنغ ونادي ساوثهامبتون.